# Commission on Civil Rights
La Commission on Civil Rights (au long : U.S. Commission on Civil Rights, USCCR) ou Commission des droits civiques, créée en 1957, est une commission indépendante et bipartisane du gouvernement des États-Unis chargée d'enquêter, de rapporter et de faire des recommandations sur les sujets portant sur les droits civils aux États-Unis.

## Commissaires
La commission est composée de 8 commissaires. Quatre sont nommés pas le président des États-Unis, deux par le président pro tempore du Sénat des États-Unis (sur recommandations du leader de la majorité et du leader de la minorité du Sénat) et deux par le président de la Chambre des représentants des États-Unis (sur recommandations du leader de la majorité et du leader de la minorité de la Chambre).

## Histoire
La commission est créée en 1957 lorsque la Civil Rights Act of 1957 entre en vigueur en septembre 1957. La loi est amendée en octobre 1994.

« Fondée en tant qu'agence fédérale indépendante et bipartisane de recherche de faits, notre mission consiste à informer sur le développement de politiques nationales sur les droits civils et d'améliorer l'application des lois fédérales sur les droits civils. Nous poursuivons cette mission en étudiant des allégations de privations sur le droit de vote et d'allégations de discriminations selon la race, la couleur, la religion, le sexe, le handicap ou l'origine nationale, ainsi que sur l'administration de la justice. Nous jouons un rôle vital en ce qui concerne la progression des droits civils grâce à nos enquêtes, nos recherches et nos analyses, à la fois objectives et complètes, sur les questions fondamentales du gouvernement et du public,. »

— USCCR, 2017

### Citations originales
1. ↑  (en) « Established as an independent, bipartisan, fact-finding federal agency, our mission is to inform the development of national civil rights policy and enhance enforcement of federal civil rights laws. We pursue this mission by studying alleged deprivations of voting rights and alleged discrimination based on race, color, religion, sex, age, disability, or national origin, or in the administration of justice. We play a vital role in advancing civil rights through objective and comprehensive investigation, research, and analysis on issues of fundamental concern to the federal government and the public. »